# Église de l'Assomption de La Chaume
L'église de l’Assomption est une église romane située à La Chaume, en Côte-d'Or (Bourgogne-Franche-Comté) dont la construction initiale remonte au XIIIe siècle.

## Localisation
L’église de l’Assomption est située place de l'église, au sein même du village de La Chaume en Côte-d'Or.

## Historique
Alors que La Chaume est encore situé en Champagne, l’église est édifiée au XIIIe siècle par les  évêques de Langres. Restaurée en 1850, elle est inscrite à l'inventaire des Monuments historiques par arrêté du 6 mars 1950.

## Description
L’église est construite selon un plan en forme de croix latine. Bâtie en pierre de taille et moellons avec toits en pavillon à longs pans et pignon couvert. Elle est à nef unique à trois  travées voûtées d’ogives avec une chapelles orientées dans chaque aile du transept et présente un chevet à fond plat percé d'un oculus avec une rosace. 
Le clocher carré, massif et percé de 2 archères sur chaque face, est situé à la croisée du transept. On note hors œuvre la présence d’un escalier à vis.

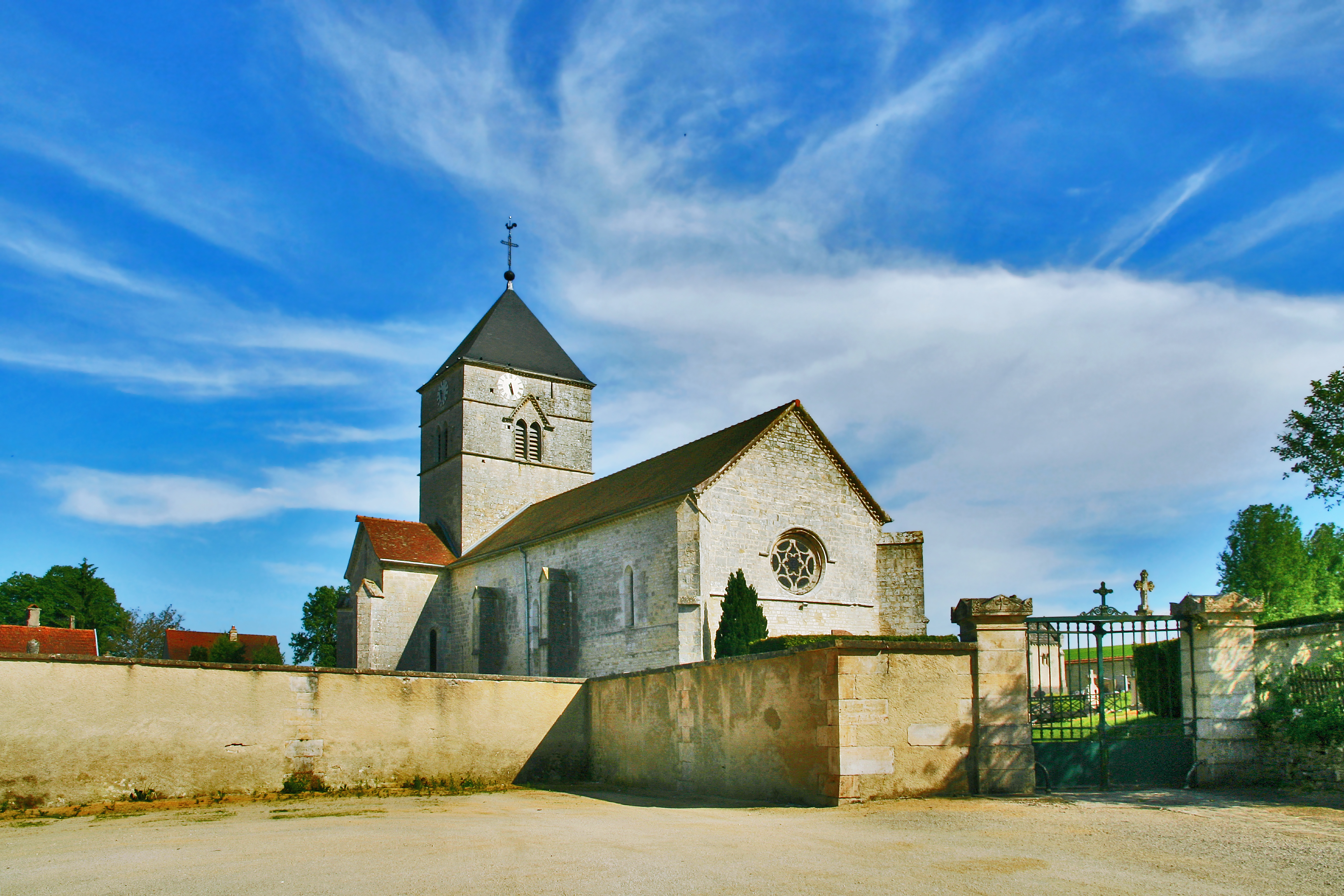
L'enclos paroissial côté nord-ouest.
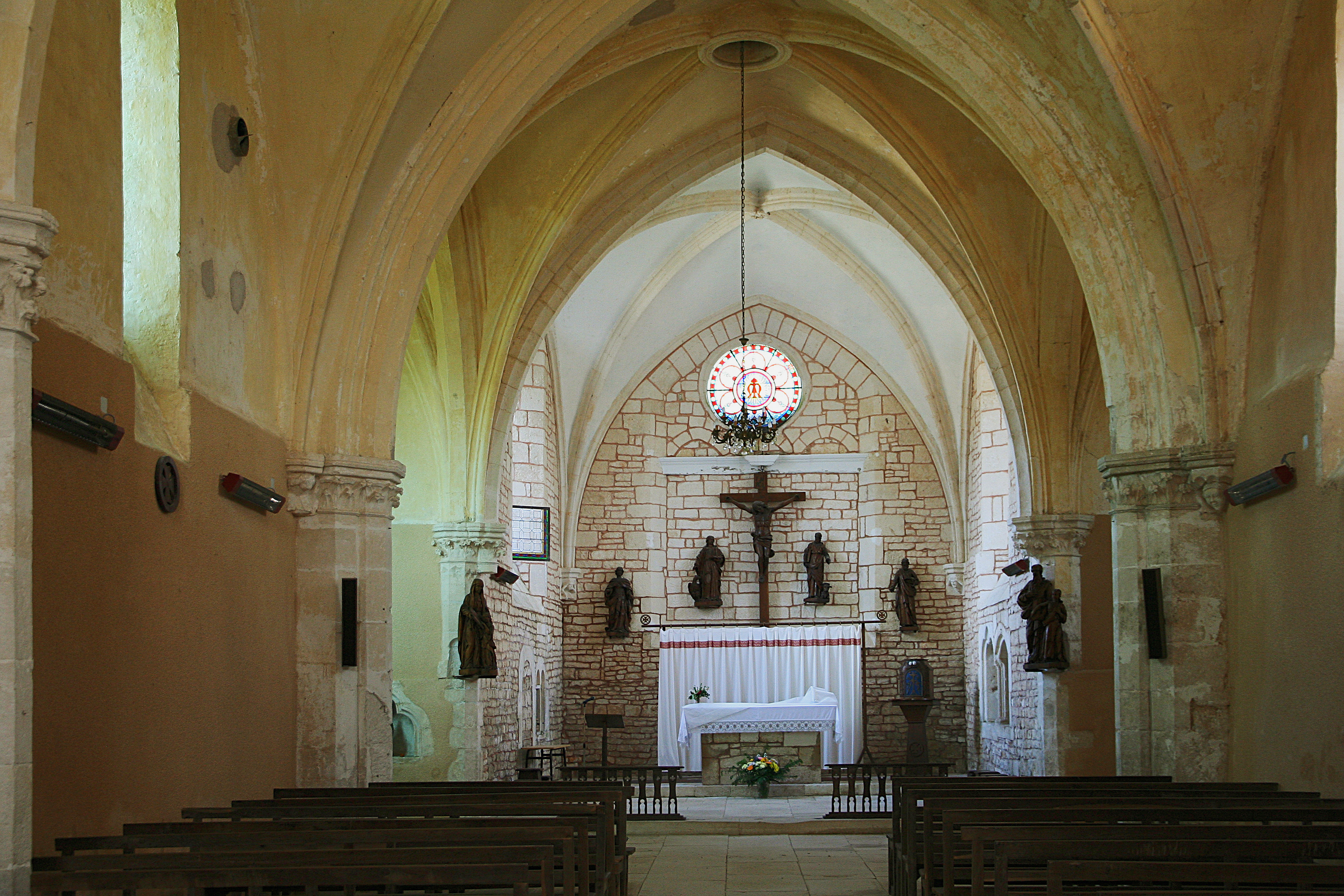
La nef.

## Mobilier
- dix remarquables statues de bois des XVIIe siècle et XVIIIe siècle[1] ;
- deux exceptionnels lutrins en bois sculpté du  XVIIe siècle  classés au titre d’objet depuis le 23  septembre 1966[3].

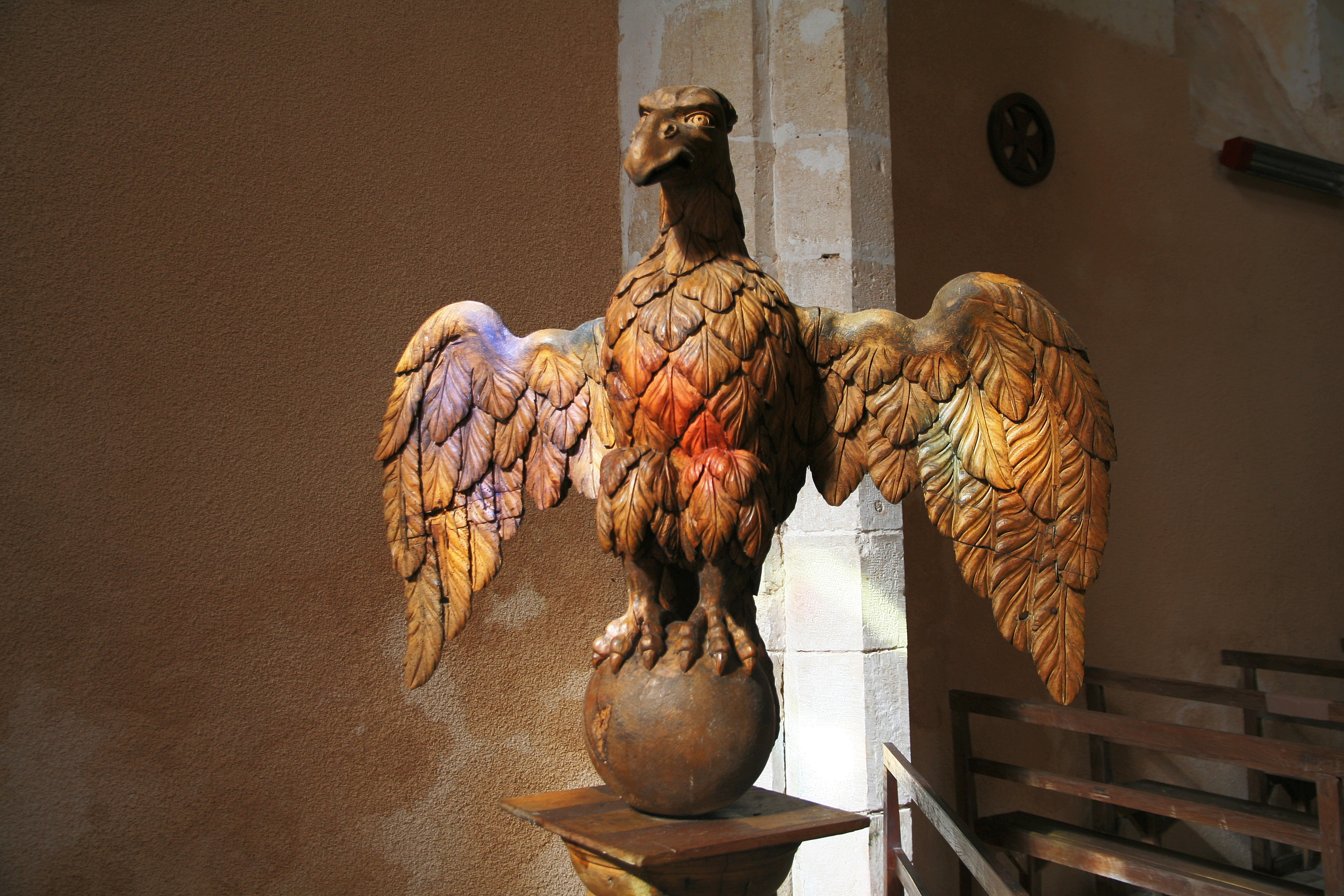
Un des deux aigles
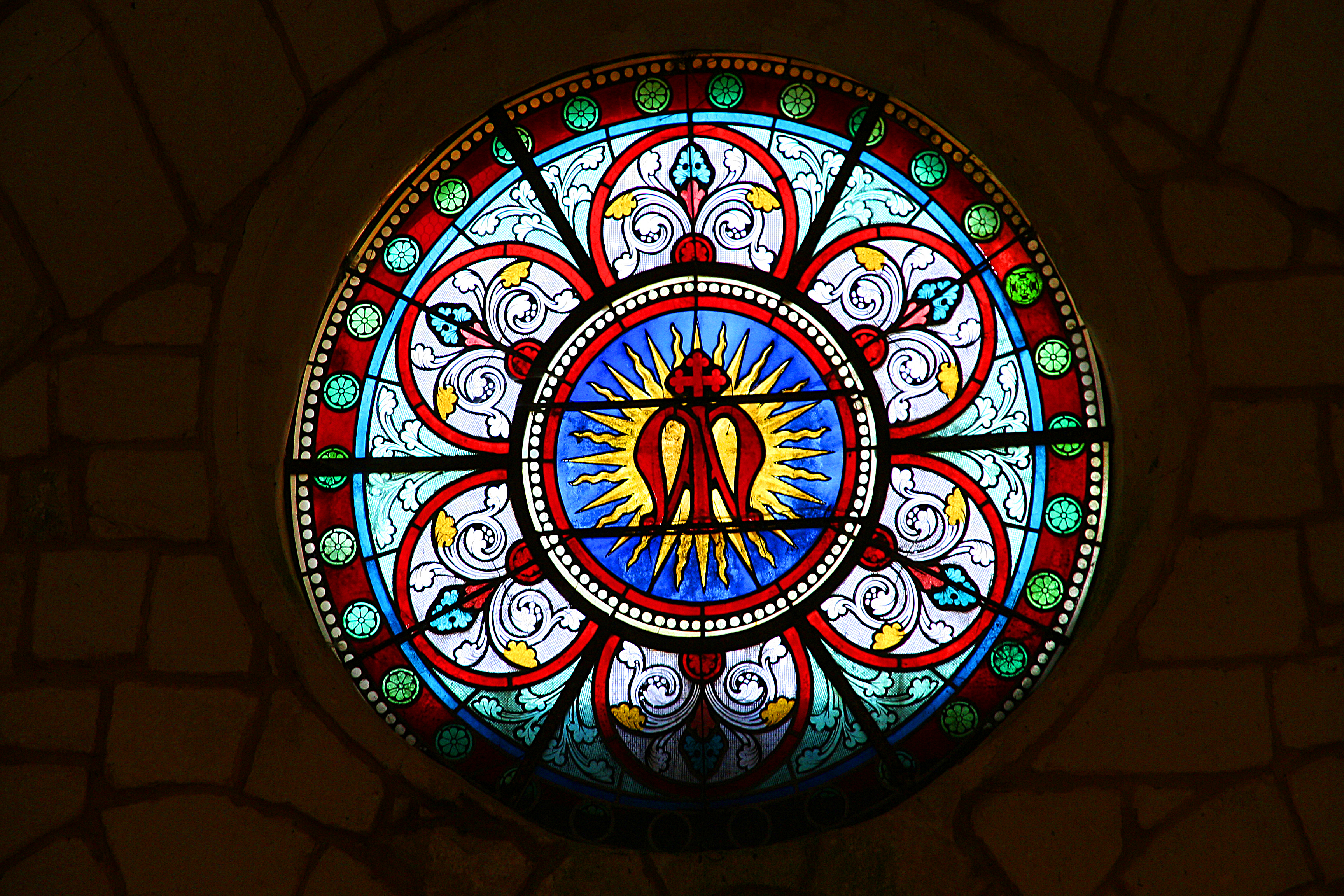
La rosace
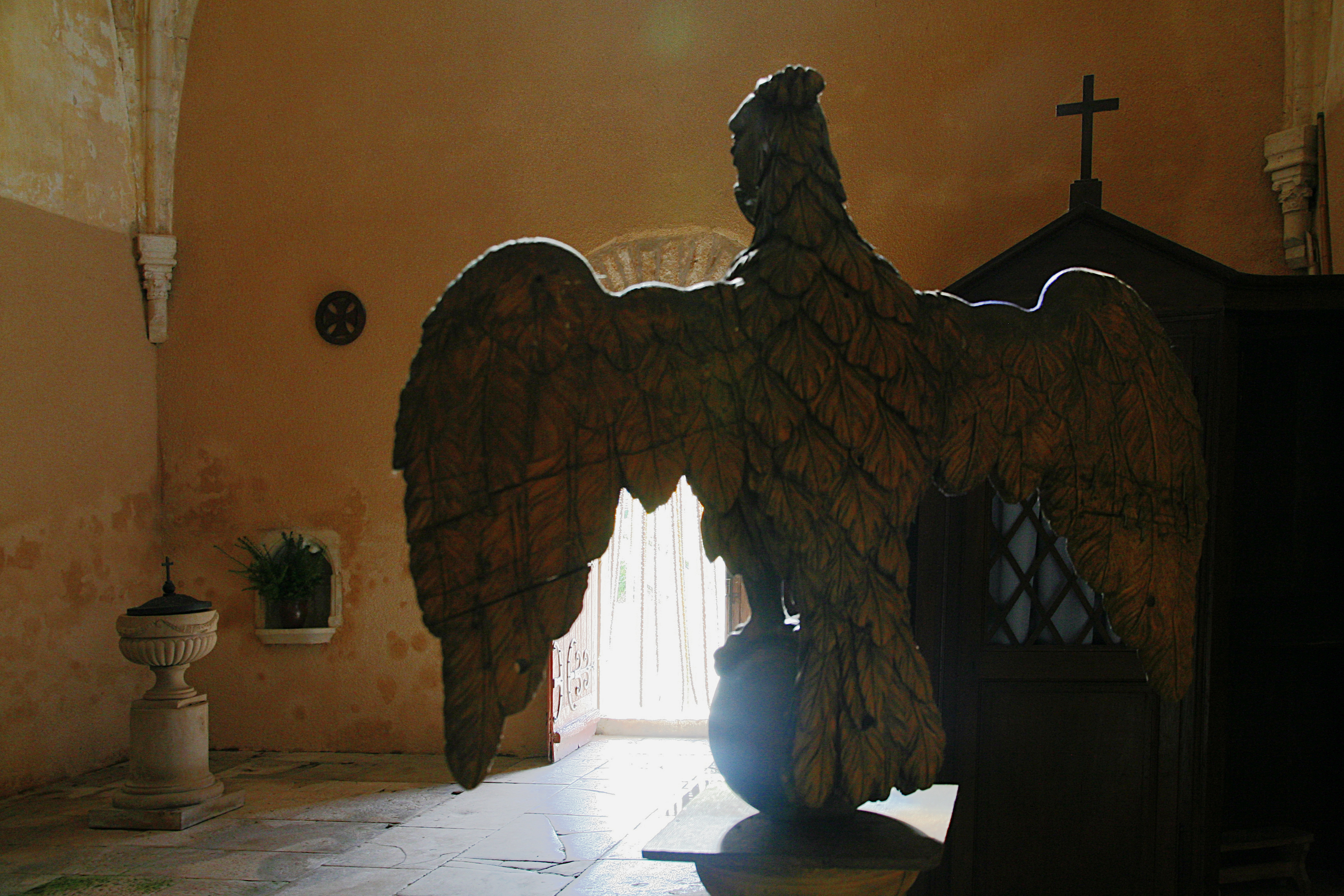
Un des deux aigles